# Canon de 12 pouces/45 calibres Mark 5
Le canon de 12 pouces/45 calibres Mark 5 est un canon de calibre 305 mm produit par la marine américaine au début du XXe siècle pour équiper ses cuirassés.

## Utilisation

### Artillerie navale
Des tourelles doubles de canons de 12 pouces/45 calibres Mark 5 sont montées sur plusieurs classes de cuirassés de la marine américaine avant la Première Guerre mondiale :
| Classe de cuirassés | Tourelles | Tourelles   | Tourelles        |
| Classe de cuirassés | Nombre    | Désignation | Poids            |
| ------------------- | --------- | ----------- | ---------------- |
| Connecticut         | 2         | Mark 6      | 434 tonnes       |
| Mississippi         | 2         | Mark 7      | 421 tonnes       |
| South Carolina      | 4         | Mark 7      | 444 tonnes       |
| Delaware            | 5         | Mark 7      | 444 tonnes       |
| Florida             | 5         | Mark 8      | 450 - 457 tonnes |

### Artillerie côtière
Après le traité naval de Washington en 1922, la plupart des cuirassés ci-dessus sont démolis, et les canons démontés. Ils servent alors d'artillerie côtière aux États-Unis ainsi qu'au Brésil jusqu'à la Seconde Guerre mondiale.